# III Шушинский Глобальный медиафорум
III Шушинский Глобальный медиафорум — форум информационных агентств и медиа-структур. Прошёл с 19 по 21 июля 2025 года в Шуше. В форуме приняли участие 140 гостей из 52 стран, представлявших 30 информационных агентств, 7 международных организаций, 80 медиа-структур. 

## Общие сведения
Темы форума:
- «Инновационные подходы: медиаграмотность в цифровую эпоху»
- «Медиаграмотность как гарантия информационной безопасности»
- «Как эволюция социальных сетей влияет на общественное доверие: в охвате медиаграмотности»
- «Цифровые переходы: укрепление информационной и медиаустойчивости в эпоху искусственного интеллекта».

19 июля в Ханкенди в Конгресс-холле на площади Победы прошла встреча президента Азербайджана Ильхама Алиева с участниками медиафорума. Модератором была руководитель Ближневосточного бюро Евроньюс Джейн Уизерспун.
В ходе встречи Ильхам Алиев в ответ на вопрос украинского журналиста Дмитрия Гордона высказался о российско-украинском конфликте. Также сообщил, что Азербайджан планирует обратиться с иском в международный суд в отношении расследования катастрофы самолета Embraer 190.
20 июля состоялось открытие форума. Прошла дискуссия на тему «Инновационные подходы: медиаграмотность в цифровую эпоху». Модератором являлся ведущий программы «The Newsmakers» TRT World Андреа Санке. 
21 июля проведена последняя сессия форума. Модератором её стала ведущая «TRT World» Мариам Заиди. Темой стало «Как эволюция социальных сетей влияет на общественное доверие: внедрение медиаграмотности».
При модерировании телеведущей международных новостей и журналистки Надиры Тюдор прошла панельная сессия на тему «Медиаграмотность как гарантия информационной безопасности».
В форуме приняли участие руководитель аппарата телеканала «Euronews», генеральный исполнительный директор «Euronews Baku» Фернандо Соареш, генеральный секретарь Европейского альянса новостных агентств Алехандру Гибои, представители телеканалов «AnewZ», «TRT World», ОАО «Казконтент» (Казахстан), «BlitzMetrics», социальных сетей TikTok, LinkedIn, украинские журналисты Дмитрий Гордон, Алеся Бацман, Елена Курбанова. представители Агентства по развитию Африканского союза, Медиакорпорации Китая, кувейтского новостного агентства KUNA, пакистанского информационного агентства DND, международные эксперты, представители государственных органов и гражданского общества.  
На форуме обсуждены распространение технологий искусственного интеллекта в медиасфере, влияние искусственного интеллекта на журналистику, общество и подход к потреблению информации, нормативное регулирование искусственного интеллекта.
Также обсуждены проблемы фейков, необходимость противостоять дезинформации, границы между профессией журналиста и деятельностью блогера.
Участники форума посетили г. Агдам, Агдамский район, Ханкенди, Лачин, Ходжалы, Физули. 